# Ляды (Брагинский район)
Ляды (бел. Ляды) — упразднённая деревня в Храковичском сельсовете Брагинского района Гомельской области Беларуси.

## География

### Расположение
В 26 км на юг от Брагина, 15 км от железнодорожной станции Иолча (на линии Овруч — Полтава), 145 км от Гомеля.

### Гидрография
На востоке канал Морозовка.

## Транспортная сеть
Транспортные связи по просёлочной, затем автомобильной дороге Комарин — Брагин.
Планировка состоит из прямолинейной широтной улицы, застроенной деревянными домами усадебного типа.

## История
Известна с XIX века как деревня и фольварк в Савицкой волости Речицкого повета Минской губернии
В 1930 году организован колхоз «Герой труда», действовали кирпичный завод, ветряная мельница, кузница. Согласно переписи 1959 года входила в состав совхоза «Брагинский» (центр — деревня Пирки).
20 августа 2008 года деревня упразднена.

## Население
После катастрофы на Чернобыльской АЭС и радиационного загрязнения жители (67 семей) переселены в 1986 году в чистые места.

### Численность
- 2010 год — жителей нет

### Динамика
- 1908 год — 32 двора, 172 жителя
- 1959 год — 380 жителей (согласно переписи)
- 1986 год — жители (67 семей) переселены